# Têtes-Rondes

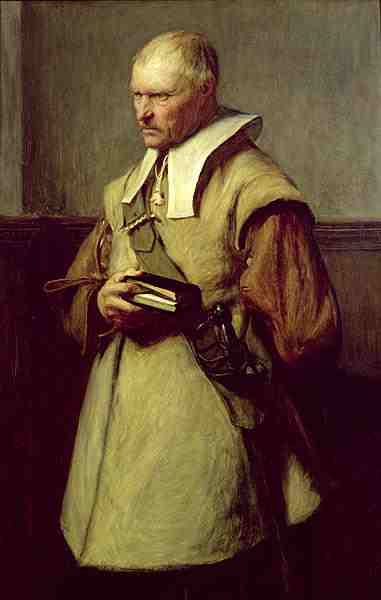
Puritan Roundhead par John Pettie.

Les Têtes-Rondes (Roundheads) était le surnom donné aux puritains partisans du Parlement d'Angleterre pendant la première révolution anglaise, appelés également « Parliamentarians ». Les Têtes-Rondes étaient dirigés par Oliver Cromwell. Leurs ennemis, les « Royalists » partisans du roi Charles Ier, étaient également surnommés les « Cavaliers ».
Ces partisans créèrent plusieurs armées dites « parlementaires », dont la célèbre New Model Army.
Pendant la guerre civile et un certain temps après, « Tête-Ronde » était considéré comme un terme de dérision — dans la New Model Army, c'était une insulte que d'appeler ainsi un soldat. Le nom est resté en usage jusqu'après la Glorieuse Révolution de 1688 pour désigner ceux qui étaient de tendance républicaine.

## Origine du terme
Certains parmi les puritains, mais non tous, portaient des cheveux courts, ce qui constituait une différence visible entre eux et les hommes qui portaient des boucles longues à la mode de la Cour royale.
« Tête-Ronde » semble avoir été d'abord employé comme terme de dérision vers la fin de 1641, au moment où les discussions au Parlement sur le bill d'exclusion des évêques provoquaient des émeutes à Westminster. Un témoin fiable dit de la foule qui se réunissait à cet endroit : « Très peu d'entre eux avaient des cheveux qui leur cachaient les oreilles, de là vient que ceux qui avec leurs cris s'en prenaient à Westminster reçurent le surnom de Têtes rondes. »
Selon John Rushworth (dans ses Historical Collections), le mot fut employé la première fois le 27 décembre 1641 par un officier congédié appelé David Hide, dont on raconte, que, pendant une émeute, il tira son épée et dit qu'il « allait couper la gorge de ces chiens à tête ronde qui beuglaient contre des évêques. »
Le principal conseiller de Charles II, le comte de Clarendon (History of the Rebellion, volume IV, page 121) remarque à ce sujet : « et c'est de ces oppositions que les deux termes de Tête ronde et de cavalier ont fini par passer dans la langue courante..., ceux que l'on regardait comme au service du roi étant appelés Cavaliers, et les autres, la canaille, furent flétris sous le nom de Têtes rondes. »
Richard Baxter attribue l'origine du terme à une remarque faite par la reine Henriette-Marie de France au procès du comte de Strafford en novembre 1640 ; faisant allusion à John Pym, elle demanda qui était l'homme à la tête ronde.